# Пікша (риба)
Пікша (Melanogrammus aeglefinus) — риба родини тріскових. Довжина до 70 см, важить до 3 кг. Спина темна, боки й черево сріблясті, на боці над грудними плавниками чорна пляма. Рот нижній. Поширена в бореальній області Атлантичного океану; численна в Північному морі (біля Ісландії), в південній частині Баренцевого моря, на Ньюфаундлендській банці. Ікра пелагічна; мальки живуть у товщі води, часто тримаються під куполом у медуз. Дорослі особини живуть біля дна, живляться бентосом, а також ікрою оселедця та мойви. Статевої зрілості досягають в Північному морі на 2—3-му році, у Баренцевому морі — у 5—7 років. Здійснюють міграції, особливо значні в Баренцевому морі, куди памолодь пікші заноситься Нордкапською течією від північних берегів Норвегії. Після досягнення статевої зрілості вирушає до Лофотенських островів на нерест. Має велике промислове значення.